# Montmagny (municipalité régionale de comté)
Pour les articles homonymes, voir Montmagny.
 Montmagny  est une municipalité régionale de comté (MRC) du Québec (Canada) dans la région de Chaudière-Appalaches. Le chef-lieu de la MRC de Montmagny est Montmagny.

## Géographie
À cause de leurs différentes caractéristiques, la plupart des gens se référant à l'une des régions parlent de l'Archipel-de-l'Isle-aux-Grues pour désigner le territoire de Saint-Antoine-de-l'Isle-aux-Grues, de Montmagny-Nord pour les cinq municipalités de la plaine du Saint-Laurent et de Montmagny-Sud pour les huit municipalités du plateau appalachien.

### Entités territoriales
La MRC est constituée de quatorze municipalités locales.
| Nom                                 | Statut                   | Population 2021 | Superficie (km2) | Densité (h/km2) | Ref. |
| ----------------------------------- | ------------------------ | --------------- | ---------------- | --------------- | ---- |
| Berthier-sur-Mer                    | Municipalité             | 1 744           | 26,85            | 64,95           |      |
| Cap-Saint-Ignace                    | Municipalité             | 3 099           | 205,8            | 15,06           |      |
| Lac-Frontière                       | Municipalité             | 175             | 51,3             | 3,41            |      |
| Montmagny                           | Ville                    | 10 999          | 145              | 75,86           |      |
| Notre-Dame-du-Rosaire               | Municipalité             | 371             | 163,1            | 2,27            |      |
| Saint-Antoine-de-l'Isle-aux-Grues   | Municipalité de paroisse | 122             | 24,1             | 5,06            |      |
| Saint-Fabien-de-Panet               | Municipalité de paroisse | 945             | 188,8            | 5,01            |      |
| Saint-François-de-la-Rivière-du-Sud | Municipalité             | 1 580           | 96,5             | 16,37           |      |
| Saint-Just-de-Bretenières           | Municipalité             | 639             | 133,1            | 4,8             |      |
| Saint-Paul-de-Montminy              | Municipalité             | 849             | 163,8            | 5,18            |      |
| Saint-Pierre-de-la-Rivière-du-Sud   | Municipalité de paroisse | 840             | 91,6             | 9,17            |      |
| Sainte-Apolline-de-Patton           | Municipalité de paroisse | 505             | 257,6            | 1,96            |      |
| Sainte-Euphémie-sur-Rivière-du-Sud  | Municipalité             | 338             | 93,2             | 3,63            |      |
| Sainte-Lucie-de-Beauregard          | Municipalité             | 275             | 81,8             | 3,36            |      |
| Total                               | Total                    | 22 481          | 1 722,5          | 13,05           |      |

### L'Archipel-de-l'Isle-aux-Grues
L'archipel est constitué de 21 îles, dont 19 sont situées sur le territoire de la MRC de Montmagny. La plupart d'entre elles sont privées et ne possèdent que des résidences d'été. Seule l'île aux Grues est habitée à l'année avec une population permanente d'environ 150 résidents ; par contre, sa population double durant la saison estivale, de nombreuses habitations secondaires s'y trouvant. La plupart des insulaires vivent de l'agriculture (plus spécifiquement de la production laitière; d'ailleurs, l'entièreté du lait de l'île sert à la fromagerie locale, une coopérative des producteurs de l'île) ou encore tirent leurs revenus du tourisme (gîtes, pourvoiries, etc.).

### Montmagny-Nord
Montmagny-Nord qui correspond au secteur des plaines du Saint-Laurent, s'étend d'ouest en est et couvre la partie Nord de la MRC. La plaine se caractérise par des sols à fort potentiel agricole. Montmagny qui comprend près de 50 % de la population de la MRC sert de pôle d'affaires et de services pour l'entièreté de la MRC.

### Montmagny-Sud
La région des Appalaches, au sud, et familièrement désignée comme Montmagny-Sud, complète les ensembles géographiques et occupe près de 80 % du territoire. Une série de crêtes et de terrasses rocheuses s’y trouvent et les monts Notre-Dame y dominent le paysage à des altitudes s’élevant jusqu’à 850 mètres. Une forêt mixte couvre toute cette partie du territoire située au sud de la MRC.

### Hydrographie
La rivière du Sud, avec son affluent majeur le Bras Saint-Nicolas, composent les deux (2) affluents majeurs du réseau hydrographique de la MRC se déversant dans le fleuve Saint-Laurent.
De l’autre côté des sommets des Monts Notre-Dame, le fleuve Saint-Jean localisé dans l’État du Maine est principalement alimenté dans la MRC de Montmagny par la rivière Daaquam et son affluent la rivière Noire-Nord-Ouest.

### Utilisation du sol
L’agriculture occupe 190,21 km2 majoritairement dans la plaine fertile du Saint-Laurent. C’est là aussi que se retrouvent les plus grandes concentrations de population et les principales zones industrielles. Le secteur forestier domine la partie Sud de la MRC avec quelques industries primaires, une population dispersée et une agriculture limitée.
La superficie forestière de la MRC occupe 1 289,28 km2 soit 77 % du territoire. De cela, 75 % est de nature privée alors que le restant appartient au gouvernement et sert d’approvisionnement forestier aux usines de la région.
La villégiature forme une bande linéaire le long du fleuve et est dispersée dans les forêts et le long des plans d’eau des Appalaches.

## Économie
De façon générale, l’activité agricole domine la partie Nord de la MRC et l’activité forestière, la partie Sud. La ville de Montmagny, qui regroupe plus de la moitié de la population de la MRC, tient lieu de centre multifonctionnel et de pôle économique où se concentre une importante partie des activités industrielles et commerciales de la MRC et même du secteur de la Côte-du-Sud. Ce sont les municipalités de Saint-François-de-la-Rivière-du-Sud, de Montmagny, de Cap-Saint-Ignace et de Saint-Just-de-Bretenières qui sont les principaux pôles d'emplois industriels du territoire.
La majorité des entreprises et des services se retrouvent sur l’étroite bande de quelques kilomètres longeant le fleuve et traversée par l'autoroute 20. L’autre partie du territoire, soit près de 80 % et située dans les Appalaches regroupe principalement des entreprises forestières et de première transformation du bois et des services à la population. Il s’y est développé également au cours des dernières années, des entreprises de services touristiques.
Une proportion importante des revenus des habitants est assurée par le secteur manufacturier. En effet, selon les statistiques de 1996, plus de 30 % des personnes occupant un emploi travaillent dans ce type d’industries. Dans son ensemble, le secteur industriel est dominé par les industries liées à la transformation des ressources et par les industries manufacturières traditionnelles. L’emploi s’y concentre, en effet, dans les grands groupes d’industries suivants : bois, meubles, métal ouvré, textile, agro-alimentaire et imprimerie. L’industrie des systèmes de rangement en métal est une spécialité locale.
L’agriculture occupe une place importante dans l’économie de la MRC. Même si elle occupe moins de 10 % de la population du territoire, l’agriculture génère des revenus de plus de 38 M$ par année sur le territoire. L'agriculture des municipalités de Montmagny-Nord et de l'Isle-aux-Grues représente 90 % du total de l'agriculture de territoire de la MRC.
Enfin, le secteur tertiaire occupe les 2/3 des travailleurs de la MRC. Le commerce de gros et de détail constitue le secteur d’activités le plus important. L’hébergement, la restauration, les services aux entreprises, les autres services commerciaux et personnels, de même que la santé et les services sociaux fournissent également bon nombre d’emplois.

## Démographie
| 1986   | 1991   | 1996   | 2001   | 2006   | 2011   | 2016   | 2021   |
| ------ | ------ | ------ | ------ | ------ | ------ | ------ | ------ |
| 24 794 | 23 667 | 23 794 | 23 438 | 23 201 | 22 877 | 22 698 | 22 481 |

## Administration
| Période                                  | Période  | Identité            | Étiquette                                    | Qualité        |
| ---------------------------------------- | -------- | ------------------- | -------------------------------------------- | -------------- |
| 1982                                     | 2000     | Jacques Dumas       | Maire de Saint-François-de-la-Rivière-du-Sud |                |
| 2000                                     | 2005     | Pierre Lachance     | Maire de Sainte-Lucie-de-Beauregard          |                |
| 2005                                     | 2009     | Marcel Catellier    | Maire de Cap-Saint-Ignace                    | Fonctionnaire  |
| 2009                                     | 2017     | Jean-Guy Desrosiers | Maire de Montmagny                           | Administrateur |
| 2017                                     | En cours | Jocelyne Caron      | Mairesse de Cap-Saint-Ignace                 | Enseignante    |
| Les données manquantes sont à compléter. |          |                     |                                              |                |

## Éducation
Commission scolaire de la Côte-du-Sud